# Société française d'exobiologie
La Société française d'exobiologie (SFE) est une association créée en 2009 dans le but de fédérer les recherches en exobiologie au niveau français en facilitant l’établissement de contacts interdisciplinaires entre les chercheurs francophones. L'association a également pour but de vulgariser l'exobiologie par des conférences, des ateliers et des expositions et propose des explications pédagogiques sur son site internet. La Société française d'exobiologie est affiliée au NASA Astrobiology Institute. Elle décerne également deux prix à de jeunes chercheurs : le prix spécial post doc et le prix jeune chercheur. Le conseil d’administration de la SFE est constitué de 12 membres élus pour trois ans. Ces 12 membres élisent le bureau qui comprend un président, un trésorier et un secrétaire. François Raulin fut le premier président de 2009 à 2012 puis Muriel Gargaud, de 2012 à 2018. Depuis 2018, Hervé Cottin en est le président.